# Gennadi Wladimirowitsch Korban

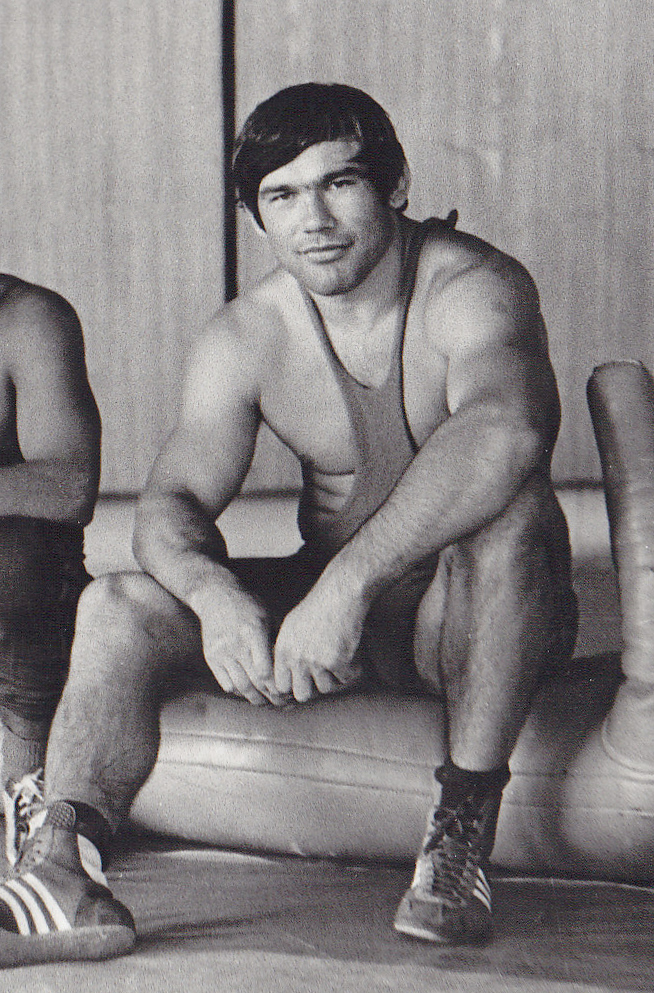
Gennadi Korban

Gennadi Wladimirowitsch Korban (russisch Геннадий Владимирович Корбан; * 9. Februar 1949 in Engels) ist ein ehemaliger sowjetischer Ringer. Er wurde 1980 in Moskau Olympiasieger im griechisch-römischen Stil im Mittelgewicht.

## Werdegang
Gennadi Korban stammt aus Engels in der Sowjetunion. Als Jugendlicher begann er mit dem Ringen, ohne zunächst auf sich aufmerksam machen zu können. Er trat in die Sowjetarmee ein und fand dort gute Trainingsbedingungen vor. Trotzdem dauerte es bis zu seinem 30. Lebensjahr, bevor er erstmals sowjetischer Meister im griechisch-römischen Stil im Mittelgewicht wurde. Es muss dabei aber darauf hingewiesen werden, dass die Breite an Spitzenkönnern in der Sowjetunion im Ringen enorm hoch war. Gennadi gelang es 1979 trotzdem die Weltmeister der vergangenen Jahre Anatoli Nasarenko und Wladimir Tscheboksarow zu besiegen und sich für die Weltmeisterschaft in San Diego zu qualifizieren. Er begann dort eine kurze, aber äußerst erfolgreiche internationale Karriere. In San Diego wurde er mit fünf überlegenen Siegen auf Anhieb Weltmeister.
Diesen Erfolg bestätigte er in überzeugender Weise bereits im folgenden Jahr 1980. Zunächst wurde Gennadi im slowakischen Prievidza Europameister, wobei er gegen den Rumänen Ion Draica ein sehr hartes Gefecht zu bestehen hatte, das ohne Wertung blieb, und dann gewann er in Moskau auch die Goldmedaille bei den Olympischen Spielen. Jan Dolgowicz aus Polen und Pawel Pawlow aus Bulgarien waren auf dem Weg zum Olympiasieg seine schwersten Gegner, die er aber sicher auspunkten konnte.
Auch im folgenden Jahr 1981 gewann Gennadi wieder die Europameisterschaft und im Herbst des Jahres die Weltmeisterschaft. Er bestritt bei diesen zwei Turnieren zwölf Kämpfe, die er alle gewann, obwohl sich ihm die Weltklasseringer Momir Petković, Ion Draica, Jan Dolgowicz, Pawel Pawlow, Leif Andersson und Sören Claesson entgegenstellten. Gennadi hat sie alle geschlagen.
Nach diesen Siegen bestritt Gennadi Korban keine weiteren internationalen Meisterschaften mehr. In 28 Kämpfen bei internationalen Meisterschaften hatte er 27 Mal gewonnen. Auf nationaler Ebene rang er  noch einige Jahre weiter und wurde 1983 sogar noch einmal sowjetischer Meister im Mittelgewicht.
Nach seiner Ringerkarriere lebte er weiterhin als Soldat in der Sowjetunion, übersiedelte aber 1991 in die Bundesrepublik Deutschland. Obwohl er schon über 40 Jahre alt war, startete er noch einige Jahre erfolgreich für den KSV Köllerbach in der Ringer-Bundesliga und ist heute dort als Trainer tätig.

## Internationale Erfolge
| Jahr | Platz | Wettbewerb                                  | Gewichtsklasse | Ergebnisse |
| 1973 | 2.    | "Wladyslaw-Pytlasinksi"-Turnier in Warschau | Welter         | hinter Stanislaw Krzesinksi, Polen u. vor Wojda, Polen u. Klaus-Peter Göpfert, DDR |
| 1973 | 1.    | Universitäten-WM in Moskau                  | Welter         | vor J. Hornyak, Ungarn und V. Tabacki, Jugoslawien |
| 1978 | 1.    | "Iwan-Poddubny"-Turnier in Minsk            | Mittel         | vor Leif Andersson, Schweden und Pawel Pawlow, Bulgarien |
| 1979 | 1.    | "Iwan-Poddubny"-Turnier in Minsk            | Mittel         | vor Uminski, UdSSR u. Christow, Bulgarien |
| 1979 | 1.    | WM in San Diego                             | Mittel         | mit Siegen über Miklós Hegedűs, Ungarn, Atusi Iazawa, Japan, Kai Jägersgaard, Dänemark, Ion Draica, Rumänien, Momir Petković, Jugoslawien u. Pawel Pawlow, Bulgarien                                                               |
| 1980 | 2.    | Intern. Turnier in Västerås                 | Mittel         | hinter Aslan Schanimow, UdSSR, vor Leif Andersson |
| 1980 | 1.    | EM in Prievidza                             | Mittel         | mit Siegen über Miroslav Janota, Tschechoslowakei, Mihaly Tomas, Ungarn, Pawlow u. Leif Andersson, Schweden; im Kampf Korban gegen Draica wurden beide Ringer wegen Passivität disqualifiziert, was zum Ausscheiden Draicas führte |
| 1980 | Gold  | OS in Moskau                                | Mittel         | mit Siegen über Mihaly Tomas, Mohammad Eloulabi, Ägypten, Detlef Kuhn, DDR, Jan Dolgowicz, Polen u. Pawel Pawlow |
| 1980 | 2.    | Weltcup-Turnier in Trelleborg               | Mittel         | hinter Leif Andersson u. vor Phil Lanzatella, USA u. Kazuhiro Takanishi, Japan |
| 1981 | 1.    | Großer Preis der BRD in Aschaffenburg       | Mittel         | vor Jan Dolgowicz, Leif Andersson, Nihaly Tomas, Ion Draica u. Siegfried Seibold, BRD |
| 1981 | 1.    | EM in Göteborg                              | Mittel         | mit Siegen über Peter Danner, Österreich, Leif Andersson, Mikko Huhtala, Finnland, Pawel Pawlow, Ion Draica u. Jan Dolgowics |
| 1981 | 1.    | WM in Oslo                                  | Mittel         | mit Siegen über PawelPawlow, Jan Dolgowicz, Atusi Iazawa, Sören Claesson, Schweden, Ion Draica u. Moimir Petkovic |

## Sowjetische Meisterschaften
| Jahr | Platz | Gewichtsklasse | Ergebnisse                                           |
| 1977 | 3.    | Welter         | hinter Iosif Berischwili und Awo Talpas              |
| 1978 | 4.    | Mittel         | hinter Awo Talpas, M. Leschawa und Iosif Berischwili |
| 1979 | 1.    | Mittel         | vor Teimuras Apchasawa und Waleri Chuchonlujew       |
| 1980 | 1.    | Mittel         | vor Teimuras Apchasawa und Waleri Chuchonlujew       |
| 1981 | 3.    | Mittel         | hinter Aslan Schanimow und Wjatscheslaw Mkrtyschew   |
| 1982 | 2.    | Mittel         | hinter Aslan Schanimow und vor Teimuras Apchasawa    |
| 1983 | 1.    | Mittel         | vor Waleri Chuchonlujew und Alexander Baranow        |

Erläuterungen
- alle Wettbewerbe im griechisch-römischen Stil
- OS = Olympische Spiele, WM = Weltmeisterschaft, EM = Europameisterschaft
- Weltergewicht, damals bis 74 kg, Mittelgewicht bis 82 kg Körpergewicht